# ستيفانو غوري
ستيفانو غوري (بالإيطالية: Stefano Gori) هو لاعب كرة قدم إيطالي في مركز حراسة المرمى، ولد في 9 مارس 1996 في بريشا في إيطاليا. لعب مع إيه سي ميلان ونادي بريشيا.

## وصلات خارجية
- ستيفانو غوري على موقع قاعدة بيانات كرة القدم.إي يو (الإنجليزية)
- ستيفانو غوري على موقع Soccerway.com (الإنجليزية)
- ستيفانو غوري على موقع عالم كرة القدم.نت (الإنجليزية)
- ستيفانو غوري على موقع AS.com (الإسبانية)